# Jaap Eden Vijfje
Het Jaap Eden Vijfje is een Nederlandse 5 euro-herdenkingsmunt, geslagen ter herdenking van schaatser Jaap Eden. Het is de vierde Nederlandse zilveren vijfeuroherdenkingsmunt van 2019.
De ceremoniële eerste slag werd op 29 december 2019 door Kjeld Nuis verricht in ijsstadion Thialf, in aanwezigheid van zijn Jaap Eden Jr, muntontwerpster Wineke Gartz en olympisch schaatskampioene Yvonne van Gennip.

## Ontwerp
De munt is ontworpen door Wineke Gartz. In het ontwerp van de munt staat de schaatscarrière van Jaap Eden centraal. Op de keerzijde is Eden afgebeeld, gebaseerd op een oude tekening waar hij schaatsend op staat. Op de kopzijde is koning  Willem-Alexander afgebeeld. 

## Specificaties
De specificaties van de circulatiemunt gelden ook voor de Eerste Dag Uitgifte. 
|           | Circulatie Vijfje | Proof Vijfje     | Tientje       |
| --------- | ----------------- | ---------------- | ------------- |
| Metaal:   | verzilverd koper  | zilver 925/1000  | goud 900/1000 |
| Gewicht:  | 10,50 gram        | 15,5 gram        | 6,72 gram     |
| Diameter: | 29 mm             | 33 mm            | 22,5 mm       |
| Oplage:   | 60.000            | 4.500*           | 1.000         |
| Rand:     | *God*zij*met*ons  | *God*zij*met*ons | Gekarteld     |

*waarvan 500 in speciale set

## Varia
- Naast het Jaap Eden Vijfje is er ook een speciale Jaap Eden-wielerpenning  uitgegeven.[6]

Gulden herdenkingsmunten:

Dubbelkop 1980 · Unie van Utrecht · Voetbalvijfje

Nederlandse euro-herdenkingsmunten:

herdenkingsmunten van € 2: Erasmusmunt · Dubbelkop Beatrix-Willem-Alexander · 200 jaar koninkrijk

meerwaardeherdenkingsmunten:

Zilveren vijfjes: Vincent van Gogh Vijfje · Europamunt · Koninkrijksmunt · Vredes Vijfje · Belasting Vijfje · Australië Vijfje · Rembrandt Vijfje · Michiel de Ruyter Vijfje · Architectuur Vijfje · Manhattan Vijfje · Japan Vijfje · Max Havelaar Vijfje · Waterland Vijfje · Schilderkunst Vijfje · Muntgebouw Vijfje · WNF Vijfje · Tulpen Vijfje · Beeldhouwkunst Vijfje · Grachtengordel Vijfje · Vrede van Utrecht Vijfje · Rietveld Vijfje · Vredespaleis Vijfje · De Nederlandsche Bank Vijfje · Van Nelle Vijfje · Waterloo Vijfje · Wadden Vijfje · Jheronimus Bosch Vijfje · Stelling van Amsterdam Vijfje · Johan Cruijff Vijfje · Fanny Blankers-Koen Vijfje · Schokland Vijfje · Wageningen Universiteit Vijfje · Luchtvaart Vijfje · Beemster Vijfje · Market Garden Vijfje · Jaap Eden Vijfje

Zilveren tientjes: Huwelijksmunt · Geboortemunt · Jubileummunt · Koningstientje · Verjaardagstientje
Caribisch Nederland: BES-dollar (2011, 2013)